# Меризія азовська
Мери́зія азо́вська (Odessia maeotica) — вид гідрозоїдних медуз (Hydrozoa). Один з 4 видів роду; єдиний представник роду у фауні України. Поширений в Азовському, Чорному та Середземному морях, в Атлантичному океані біля берегів Північної Африки. Раритетний вид гідроїдних, занесений до Червоної книги України та інших природоохоронних документів. 

## Опис
Поодинокі поліпи, або невеликі (2—5 особин) колонії. Поліп на тонкій довгій ніжці, має 3–12 щупалець. Діаметр парасольки до 20 мм, по її краю розміщені до 36 щупалець. Мезоглея товста, прозора. Статева залоза охоплює кільцем ротовой хобіток і заходить до радіальних каналів, зпускаючись по них майже до краю парасольки.  Молоді медузоїди майже правильної сферичної форми, старі — сплющені.

## Поширення
Азовське та Чорне моря, лимани Азово-Чорноморського басейну. Ареал охоплює також опріснені райони Середземного моря (зокрема, його східний басейн Адріатичне море), в Атлантичному океані біля берегів Північної Африки. Через Волго-Донський канал вселився до Каспійського моря.

## Особливості біології
Живе у водах з температурою 15—25 °С та солоністю від 3,5 до 0,5 ‰. Поліпи водяться у верхній субліторалі і належать до перифітону. Можуть прикріплюватися до каменів, уламків деревини, різних плаваючих предметів. Медузи перебувають у приповерхневих водах і є складовою планктону.
Ще в середині ХХ сторіччя меризія була звичайним видом. Але з 1970—80-х років їх чисельність почала різко знижуватись внаслідок забруднення і підвищення солоності в прибережних акваторіях морів, особливо Азовського моря. В останні десятиріччя у межах ареалу зустрічаються поодинокі особини, хоча місцями в окремі роки на стадії медузоїда вид стає досить масовим.
Живиться зоопланктоном. Життєвий цикл включає зміну поліпоїдної та медузоїдної стадій. У Чорному морі розмножується брунькуванням поліпів у серпні — вересні; утворює слаборозгалужені сланкі колонії. Нові поліпи утворюються на тілі старих та коренеподібних виростах, які стеляться по субстрату. Медузи розвиваються на тілі поліпів. Через 30—40 днів після відокремлення від поліпа  медуза стає статевозрілою.

## Охорона
Вид занесений до Червоної книги України (охоронна категорія: зникаючий вид), а також до Червоної книги Чорного моря (вразливий вид). Основними причинами зміни чисельності є підвищення солоності і забруднення водойм. Для збереження виду необхідно запобігання забруднення опріснених ділянок моря — місць розмноження меризії.